# Тимохово (полигон ТБО)
Полигон ТБО «Тимохово» — полигон твёрдых бытовых отходов на территории Богородского округа Московской области, возле деревни Тимохово. Занимает почти 114 га и является крупнейшим мусорным полигоном в Европе. Эксплуатирующая организация — ОАО «Полигон Тимохово».

## История и деятельность
Полигон ТБО «Тимохово» расположен в Богородском городском округе Московской области в 1 км к югу от деревни Тимохово. Образован в конце 1980-х годов на месте отработанных глиняных карьеров и обслуживал 22 (из 32-х) района Москвы.
Максимальная мощность полигона 450 000 тонн в год. По некоторым данным, принимает до 1 500 000 тонн в год. Один из главных поставщиков отходов — региональный оператор «Хартия» (принадлежит Игорю Чайке).
Полигон оснащен системой радиационного контроля, тензометрическими весами, системой сбора и обезвреживания фильтрата, системой сбора и обезвреживания биогаза.
Генеральный директор — Манегин Константин Сергеевич. Возглавляет ОАО «Полигон Тимохово» с 1996 года. В ноябре 2017 года был задержан по обвинению в незаконном предпринимательстве с мерой пресечения в виде заключения в СИЗО, а затем — домашнего ареста. Дело по ст. 171, ч. 2, п. «б» УК РФ было возбуждено после проверки ОБЭП и выемки документов. Через несколько месяцев обвинения были сняты.

## Экологические проблемы
В 2013 году жители Ногинска, Электростали и Электроуглей стали жаловаться на неприятный запах в воздухе, однако, подмосковное министерство экологии отказалось связывать это с деятельностью полигона. Тем не менее, Росприроднадзор оштрафовал «Тимохово» на 90 тысяч рублей.
В ручье Бизяевка (бассейн Шаловки), вытекающем из одного из прудов возле полигона, было обнаружено повышенное содержание: аммоний-иона в 24 раза; железа в 19 раз; марганца в 42 раза; меди в 40 раз. Администрация «Тимохово» признала свою вину и заявила, что нарушения правил водопользования при сбросе сточных вод устранены. Тем не менее, когда в 2017 году была проведена независимая оценка забора воды из Бизяевки, выяснилось, что количество аммоний-иона превышено в 56 раз, железа — в 26 раз; марганца и цинка — в 17 раз; меди — в 32 раза.
В 2022 году Генпрокуратура предъявила иск полигону «Тимохово» на 42 миллиона рублей за причиненный экологический вред реке Бизяевка.

## Расследования деятельности
26 января 2018 года издание Daily Storm выпустило расследование деятельности полигона «Тимохово». Согласно ему, до 2010 года полигон «Тимохово» обслуживался компанией «Экотранс С». В 2007 году ее совладельцем был сам Константин Манегин, в 2008-м — Владимир Блазненков, а к началу 2009 года компания перешла к сыну Константина Манегина — Антону Манегину. В этот период выручка компании «Экотранс С» превысила 380 миллионов рублей в год. В 2010 году полигон начала обслуживать компания «Макс», также принадлежащая Антону Манегину. В феврале 2010-го «Макс» получила лицензию на обезвреживание и размещение отходов I—IV классов опасности и начала работать с «Тимохово». Каждый год ООО «Макс» получала от «Тимохово» контракты от 300 миллионов рублей. С 2012 по 2014 года сумма контрактов составила больше 1 млрд рублей.
В 2014 году за 5 дней до налоговой проверки ООО «Макс» на Антона Манегина была зарегистрирована новая компания ООО «Экострой». В неё перешли 36 из 41 сотрудника ООО «Макс», также на новую компанию были переоформлены 26 рабочих автомобилей. Со счетов ООО «Макс» были сняты 40 миллионов рублей с пометкой «на премии». К концу 2015 года, когда на деятельность ООО «Макс» должны были быть начислены налоги, её счета были пусты. С того момента «Тимохово» обслуживает ООО «Экострой».
Сортировочный цех на «Тимохово» арендует компания ООО «Эко-Втор». По некоторым данным, её основатель — зять Константина Манегина Евгений Яблоков.
5 августа 2014 года был подписан договор с компанией «Экоком» на проведение в «Тимохово» работ по дегазации. Для 30 газосборных скважин, прокладывания между ними труб, установки электростанции для переработки газа и факела для его сжигания было решено приобрести немецкое оборудование. Стоимость контракта составила 2,9 млн евро.
В мае 2016 года Департамент имущества города Москвы принял решение о приватизации «Тимохово», на торги были выставлены 26 % акций компании, стоимость которых составила 91,8 млн рублей. Весь полигон, таким образом, был оценён в 353 млн рублей, что практически составляет стоимость немецкого оборудования, закупленного в 2014 году. На торгах было всего два участника: Антон Манегин и ООО «Тако», принадлежащее Манегину-старшему. При этом никакой борьбы не наблюдалось, и в итоге Антон Манегин купил акции за минимальную цену в 91,8 миллиона рублей.

### Связь с владельцем компании «Хартия»Игорем Чайкой
Один из главных поставщиков отходов на полигон «Тимохово» — региональный оператор «Хартия». Входит в пятерку ведущих компаний, работающих в сфере вывоза отходов, является третьей компанией в масштабах России по рейтингу Форбс.
60 % компании «Хартия» принадлежит бизнесмену Игорю Чайке (выкупил эту долю в 2017 году у основателя бизнеса Александра Цуркана). 40 % принадлежат бизнес-партнерам И. Чайки Юрию и Александру Пономарёвым (выкупили долю у А. Цуркана в 2018 году).
В открытом доступе количество вывозимых отходов не публикуется, однако по данным источников, оно составляет свыше 3,1 млн тонн в год. По официальным данным, часть из них поступает на МСЗ-4 (один из старейших мусоросжигательных заводов, построенный в 2004 году на территории промзоны «Руднево» в Москве) — 236 480 тонн в год. Остальное — на полигоны, главным образом — «Тимохово». Многочисленные расследования журналистов и экоактивистов доказали, что объем вывоза на него составляет до 1,5 млн тонн при мощности полигона 450 тыс. тонн в год.